# فراری پوروسانگوئه
فراری پوروسانگوئه (به ایتالیایی: Ferrari Purosangue) (نوع اف۱۷۵) یک اس‌یووی با کارایی بالا توسط خودروساز ایتالیایی فراری است که در ۱۳ سپتامبر ۲۰۲۲ معرفی شد. این خودرو اولین اس‌یووی و خودروی ۴ در فراری است.

## نام
فراری پوروسانگوئه از نژاد اسب نامگذاری شده‌است. در سال ۲۰۲۰، فراری تلاش کرد تا نام تجاری پوروسانگوئه را علامت تجاری بگذارد، اما سازمانی به نام Purosangue Foundation، فراری را از علامت تجاری این نام مسدود کرد و در نتیجه خودروساز شکایتی را علیه این سازمان به‌دلیل حقوق نامگذاری تنظیم کرد که در ۵ مارس به دادگاه رفت.

## توسعه

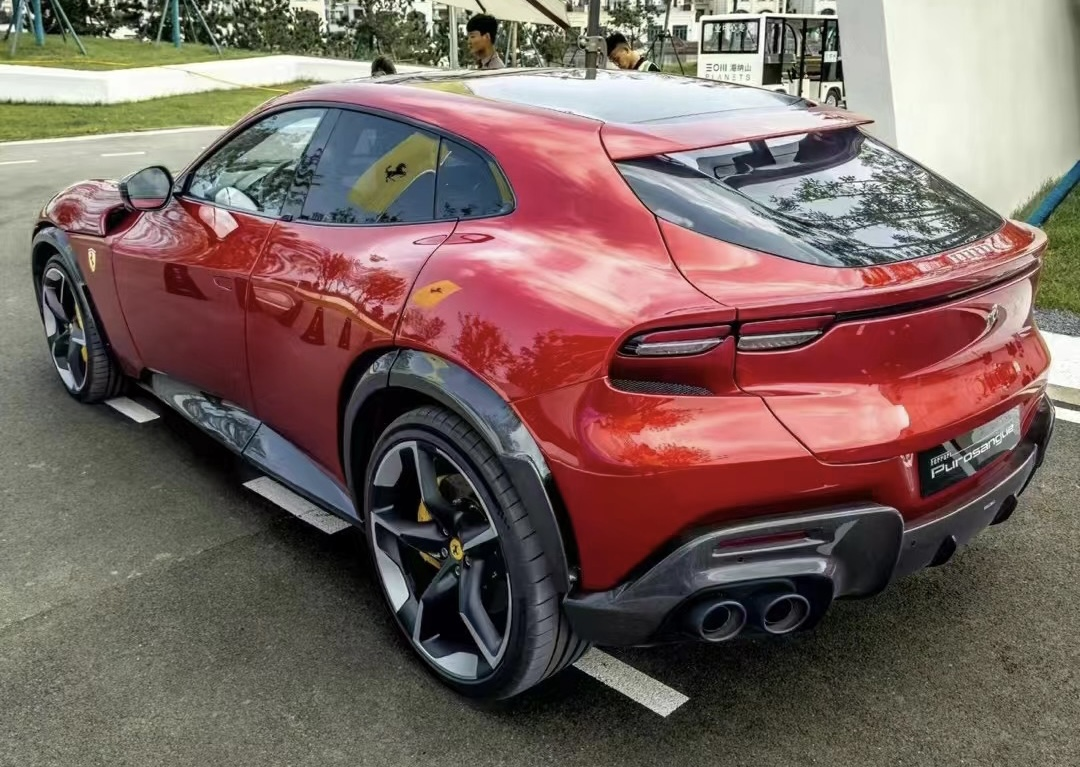
فراری پوروسانگوئه به رنگ آلبالویی

توسعه یک اس‌یووی فراری با کد اف۱۷۵ در سال ۲۰۱۷ آغاز شد و توسط مدیر عامل وقت فراری، سرجیو مارکیونه، اشاره شد، و بعداً به‌طور رسمی در سپتامبر ۲۰۱۸ تأیید شد. پوروسانگوئه در ۱۳ سپتامبر ۲۰۲۲ برای مدل سال ۲۰۲۳ معرفی شد.
تصاویر جاسوسی فراری پوروسانگوئه برای اولین بار در ۲۲ اکتبر ۲۰۱۸ در اینترنت نمایان شد، با نمونه اولیه از فراری جی‌تی‌سی۴لوسو. فراری پوروسانگوئه در فوریه ۲۰۲۲ در تصاویر فاش شده ظاهر شد. یک ماه بعد، فراری تصویری جزئی از پوروسانگوئه را فاش کرد.

## بررسی اجمالی
پوروسانگوئه بر روی همان سکوی فراری روما کوپه است و از سبک فست‌بک استفاده خواهد کرد.
فراری پوروسانگوئه با سایر اس‌یووی‌های با کارایی بالا مانند لامبورگینی اوروس و استون مارتین دی‌بی‌اکس رقابت می‌کند.
پوروسانگوئه از یک موتور ۶٫۵ لیتری وی۱۲ با جعبه‌دنده خودکار دوکلاچه هشت سرعته استفاده می‌کند. این همچنین آخرین استفاده از موتور وی۱۲ برای خودروهای جاده‌ای فراری را نشان می‌دهد، زیرا این شرکت از موتورهای وی۱۲ سنتی به سمت انواع سیلندر پایین‌تر مانند موتورهای وی۸ توربوشارژ با سیستم‌های الکتریکی هیبریدی مشابه اس‌اف۹۰ استراداله که در حال حاضر در حال تولید است، حرکت می‌کند.
حداکثر قدرت در ۷٬۷۵۰ دور در دقیقه و حداکثر گشتاور در ۶٬۲۵۰ دور در دقیقه است. فراری اعلام کرده‌است که شتاب آن به ۶۲ مایل (۱۰۰ کیلومتر) در ۳٫۳ ثانیه و حداکثر سرعت ۱۹۳ مایل (۳۱۱ کیلومتر) در ساعت خواهد رسید. سیستم غیر معمول چهار چرخ محرک همان سیستمی است که در اف‌اف معرفی شد و بعداً در جی‌تی‌سی۴لوسو استفاده شد. فقط در چهار دنده اول و تا حدود ۱۲۴ مایل (۲۰۰ کیلومتر) در ساعت کار می‌کند و چرخ‌های عقب را فقط بیش از این سرعت به حرکت درمی‌آورد. فرمان تمام چرخ استاندارد است.
پوروسانگوئه همچنین دارای درهای عقب باز و یک ستون بی است. این پیکربندی به ورود و خروج به صندلی عقب کمک می‌کند.